# ソメスサドル

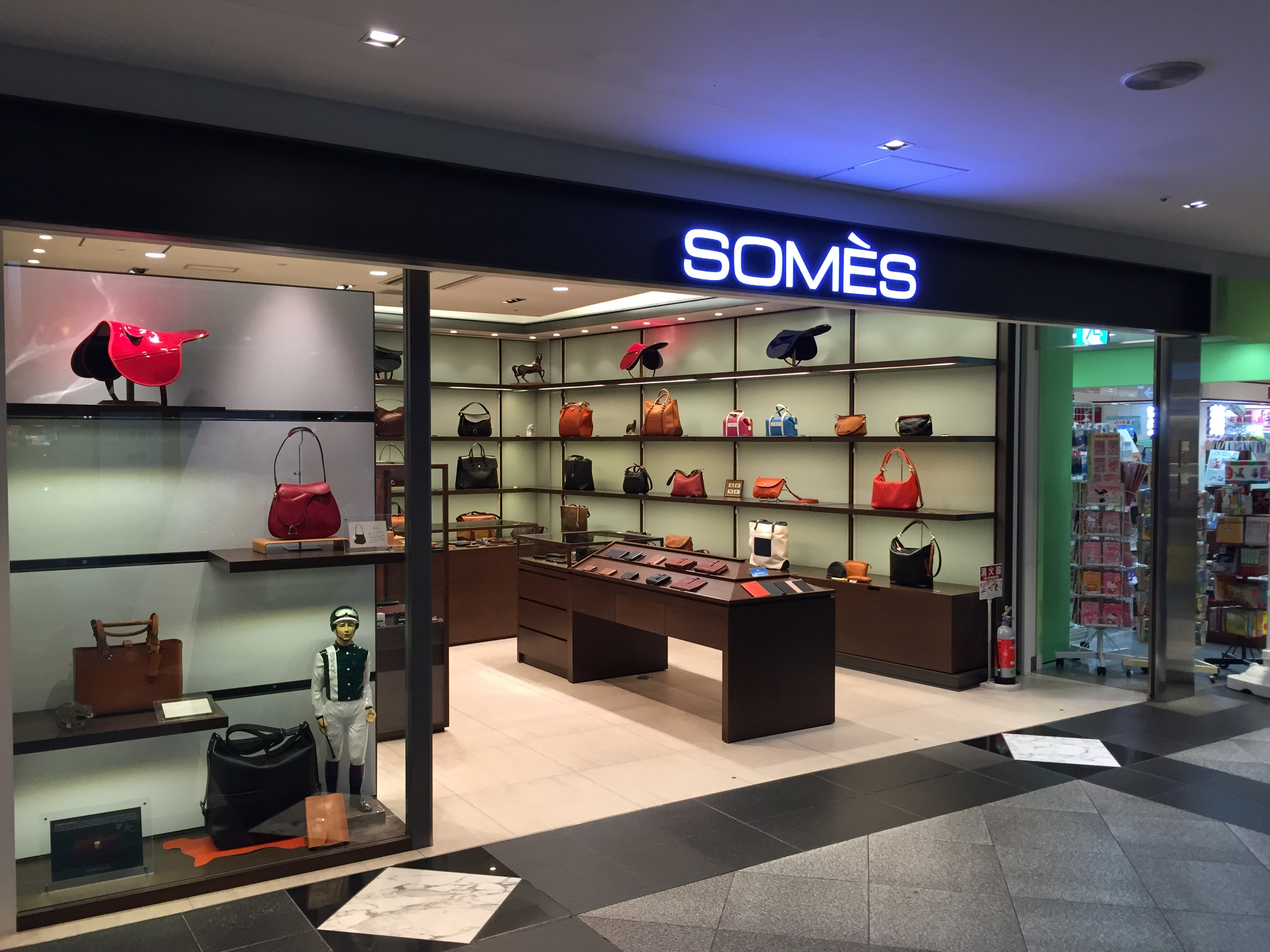
千歳空港店

ソメスサドル株式会社（英称：SOMÈS SADDLE Co,Ltd.）は、日本の皮革製品、馬具用品メーカー。

## 概要
ソメスサドルのブランドで馬具を製造、技術を活かして鞄などの革製品を製造、販売する。馬具に関しては国内唯一のメーカーであり、国内の競馬騎手、馬術競技選手の多くが同社の馬具を使用している。
1964年、北海道歌志内市にオリエントレザー株式会社として創業。歌志内市などが出資し、エネルギー転換政策に伴う閉山により失業した炭鉱離職者たちともともと北海道開拓のために盛んであった馬具職人を一つに集め、輸出を目的とした馬具製造を始めた。
その後1970年代のオイルショックや円高の影響により経営が悪化し、販路を国内にシフトし牛革製バッグなどの一般革製品を扱う総合メーカーに転換。百貨店の外商を中心に卸し売上を高め、2003年には伊勢丹新宿本店への出店をきっかけにビジネスバッグを開発し更に人気を高めた。
創業当時は「日本唯一の馬具メーカー」ではなく、時代の流れで国内の馬具メーカーが減っていき、生き残ったソメスサドルが日本唯一となった。
1985年に制定された現社名の由来は、フランス語で「頂点」を意味するsommet（ソメ） と英語で「鞍」を意味するsaddleをかけあわせたものとしている。

### 企業理念
道具屋であることを誇りにもち、社員とその家族が幸せになること

### 馬具製造
世界でも珍しい、乗馬用馬具と競馬用馬具の製造をしている。世界的にはまったく別のスポーツであることから両方の製造を行っている企業は珍しい。
競馬用馬具はレース鞍や調教鞍をはじめ、アブミ、腹帯、頭絡や手綱、馬着、ブーツやチャップスなど様々な馬装品や人装品を製造している。

### 一般革製品
ビジネスバッグ、カジュアルバッグ、レディースバッグ、ベルト、小物、犬具、ステーショナリーと、あらゆる革製品を製造販売している。安心安全、堅牢性、長く使いやすい等の観点で素材を見極める馬具職人の見識を活かし、綿や麻、ナイロンなど、革以外の素材も製品企画に取り入れている。また、生活スタイルの変化に合わせて、デスク回りのアイテムやリビング、ダイニングなどの室内インテリアアイテムの開発にも力を注ぐ。
技術を活かし、他企業などとのOEMやコラボレーション製造も行っている。主要なコラボ先は、パイロットコーポレーション、カワサキモータースジャパン、北海道日本ハムファイターズ、マルマンなど。

### 沿革
- 1964年 - 北海道歌志内市にオリエントレザー株式会社を設立[1]
- 1985年 - ソメスサドル株式会社へ社名変更[1]
- 1989年 - 明仁天皇即位式用の馬車具一式を納入
- 1995年 - 砂川ファクトリー・ショールーム開設[1]
- 1999年 - 北海道新聞文化賞受賞
- 2003年 - 伊勢丹新宿本店に出店[1]
- 2005年 - 京都迎賓館落成に併せ、革製品一式を納入
- 2006年 - 青山店開設
- 2008年 - 北海道洞爺湖サミットにて各国首脳に贈る記念品に選ばれる
- 2010年 - 札幌店開設
- 2011年 - 千歳空港店開設
- 2017年 - 銀座店開設
- 2017年 - 代表取締役社長 染谷曻が「アントレプレナー・オブ・ザ・イヤー」にてアントレプレナー賞北海道代表に選出
- 2019年 - 大丸心斎橋店開設
- 2019年 - 本社所在地を砂川市に移転、今上天皇即位式用の馬車具一式を納入
- 2022年 - 名古屋店開設